# Чендор, Джей Си
Джефри Макдональд «Джей Си» Чендор (англ. Jeffrey McDonald "J.C." Chandor; род. 24 ноября 1973 года, Морристаун, штат Нью-Джерси, США) — американский кинорежиссёр, кинопродюсер и сценарист.

## Биография
Джей Си Чендор родился в семье инвестиционного банкира Джефри Чендора. В 1996 году получил степень бакалавра свободных искусств в Вустерском колледже. В течение 15 последующих лет занимался съёмкой рекламы.
Дебютная полнометражная работа Джей Си Чендора «Предел риска» была представлена на кинофестивале Сандэнс и в конкурсной программе 61-го Берлинского кинофестиваля. Фильм был номинирован на премию «Золотой медведь» и на премию «Оскар» в категории «Лучший оригинальный сценарий».
Вторая работа «Не угаснет надежда» была представлена во внеконкурсной программе кинофестиваля в Каннах. За главную роль в этом фильме Роберт Редфорд был номинирован на премию «Золотой глобус» за лучшую мужскую роль в драматическом фильме.
Третья работа «Самый жестокий год» получила премию в номинации «Лучший фильм» от Национального совета кинокритиков США; также премиями были отмечены исполнители главных ролей Оскар Айзек и Джессика Честейн.
В 2015 году было объявлено, что Чендор заменил Кэтрин Бигелоу и стал режиссёром фильма «Тройная граница». Фильм вышел на Netflix в марте 2019 года и получил положительные отзывы. В 2017 году он заключил контракт на первый показ с компанией Gaumont.
В 2020 году было объявлено, что Чендор станет режиссёром фильма «Крейвен-охотник» в рамках медиафраншизы «Вселенная Человека-паука от Sony».

## Фильмография
| Год  | Фильм              | Режиссёр | Сценарист | Продюсер | Примечание                                                  |
| ---- | ------------------ | -------- | --------- | -------- | ----------------------------------------------------------- |
| 2011 | Предел риска       | Да       | Да        | Нет      | Номинация на премию «Оскар» за лучший оригинальный сценарий |
| 2013 | Не угаснет надежда | Да       | Да        | Нет      |                                                             |
| 2014 | Самый жестокий год | Да       | Да        | Да       |                                                             |
| 2019 | Тройная граница    | Да       | Да        | Нет      | Сценарий в соавторстве с Марком Боалом                      |
| 2024 | Крейвен-охотник    | Да       | Нет       | Нет      |                                                             |

## Награды и номинации
| Премия                              | Год  | Фильм/Сериал         | Категория                    | Результат |
| ----------------------------------- | ---- | -------------------- | ---------------------------- | --------- |
| «Оскар»                             | 2012 | «Предел риска»       | Лучший оригинальный сценарий | Номинация |
| «Независимый дух»                   | 2011 | «Предел риска»       | Лучший дебютный фильм        | Победа    |
| «Независимый дух»                   | 2011 | «Предел риска»       | Лучший дебютный сценарий     | Номинация |
| «Независимый дух»                   | 2011 | «Предел риска»       | Премия имени Роберта Олтмена | Победа    |
| «Независимый дух»                   | 2014 | «Не угаснет надежда» | Лучший режиссёр              | Номинация |
| «Независимый дух»                   | 2015 | «Самый жестокий год» | Лучший сценарий              | Номинация |
| Берлинский кинофестиваль            | 2011 | «Предел риска»       | Золотой медведь              | Номинация |
| Национальный совет кинокритиков США | 2011 | «Предел риска»       | Лучший режиссёрский дебют    | Победа    |

## Комментарии
1. ↑  Более корректное произношение фамилии — Шендор (/ˈʃændɔːr/).